# 안의중학교
안의중학교(安義中學校)는 대한민국 경상남도 함양군 안의면 석천리에 있는 사립 중학교이다.

## 학교 연혁
- 1945년 9월 20일 : 안의중학교 설립기성회 조직
- 1946년 2월 15일 : 초대 이사장 이진언 선생 취임
- 1946년 9월 10일 : 초대 교장 이정호 선생 취임
- 1946년 10월 5일 : 개교식 및 입학식
- 1947년 2월 15일 : 재단법인 심진학원 설립인가 및 안의중학교 인가
- 2015년 7월 20일 : 제17대 이사장 최상용 박사 취임
- 2022년 : 경남형 학교공간혁신 사업 선정
- 2023년 1월 6일 : 제75회 졸업식 졸업생 33명, 총 졸업생수 15,046명(남 8,915명, 여 6,131명)
- 2023년 9월 1일 : 제21대 윤경식 교장 취임

## 참고 자료
- 안의중학교 - 한국교육학술정보원 학교알리미